# Вільгельм Кройц
Вільгельм Кройц (нім. Wilhelm Kreuz, нар. 29 травня 1949, Відень) — австрійський футболіст, що грав на позиції нападника. По завершенні ігрової кар'єри — тренер.
Виступав, зокрема, за клуби «Адміра-Ваккер» та «Феєнорд», а також національну збірну Австрії.

## Клубна кар'єра
Народився 29 травня 1949 року в місті Відень. Вихованець юнацьких команд футбольних клубів «Донау» (Відень) та «Адміра-Енергі» (Відень)
У дорослому футболі дебютував 1966 року виступами за команду «Адміра-Енергі» (Відень), в якій провів шість сезонів (останній команда виступала вже під назвою «Адміра-Ваккер» після об'єднання з клубом «Ваккер»), взявши участь у 147 матчах чемпіонату. Більшість часу, проведеного у складі команди, був основним гравцем атакувальної ланки команди і одним з головних бомбардирів команди, маючи середню результативність на рівні 0,47 гола за гру першості. У сезоні 1970/71 Кройц з 26 голами став найкращим бомбардиром австрійської Бундесліги.

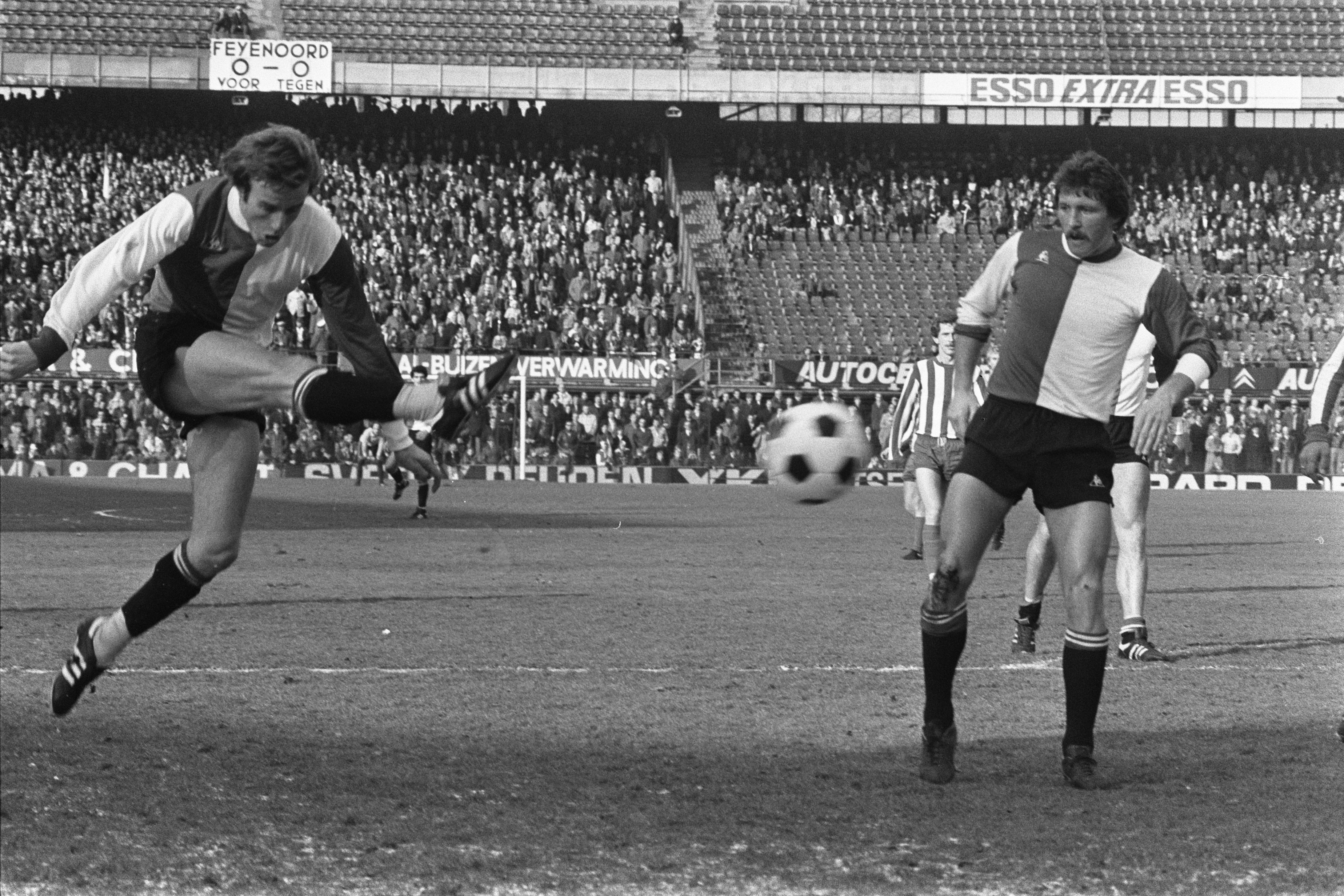
Вільгельм Кройц (праворуч) під час виступів за «Феєнорд». 1977 рік.

Протягом 1972—1974 років захищав кольори нідерландського клубу «Спарта». Своєю грою за цю команду привернув увагу представників тренерського штабу місцевого гранду, клубу «Феєнорд», до складу якого приєднався 1974 року. Відіграв за команду з Роттердама наступні чотири сезони своєї ігрової кар'єри. Граючи у складі «Феєнорда» також здебільшого виходив на поле в основному складі команди і був серед найкращих голеодорів, відзначаючись забитим голом в середньому щонайменше у кожній третій грі чемпіонату.
Завершив ігрову кар'єру на батьківщині у команді «ВОЕСТ Лінц», за яку виступав протягом 1978—1982 років.

## Виступи за збірну
19 квітня 1969 року дебютував в офіційних матчах у складі національної збірної Австрії в грі відбору на чемпіонат світу 1970 року проти Кіпру, в якій забив гол.
У складі збірної був учасником чемпіонату світу 1978 року в Аргентині, на якому зіграв у всіх шести іграх, а команда не подолала другий груповий етап.
Загалом протягом кар'єри у національній команді, яка тривала 13 років, провів у її формі 56 матчів, забивши 10 голів.

## Кар'єра тренера
Розпочав тренерську кар'єру 1986 року, увійшовши до тренерського штабу Августа Старека в клубі «Адміра-Ваккер». Після звільнення Старека Кройц сам недовго був головним тренером клубу з березня по червень 1988 року, після чого очолив «ВОЕСТ Лінц».
1990 року Кройц став головним тренером команди «Штоккерау», з якою сенсаційно 1991 року виграв Кубок Австрії. Цей трофей став першимі наразі єдиним в історії цього скромного клубу.
В подальшому очолював ряд невеликих австрійських клубів, але жодних серйозних результатів з ними не досяг. Останнім місцем тренерської роботи був клуб «Вімпассінг», головним тренером команди якого Вільгельм Кройц був у 2016 році.

## Титули і досягнення

### Як тренера
- Володар Кубка Австрії (1):

«Штоккерау»: 1990/91

### Особисті
- Найкращий бомбардир чемпіонату Австрії[4] (1):

1970/71 (26 голів)